# Весела стара душа (мультфільм, 1933)
«Весела стара душа» (англ. The Merry Old Soul) — американський анімаційний короткометражний мультфільм режисера Волтера Ланца та частина серії «Освальд – щасливий кролик». Мультфільм був номінований на премію «Оскар» за найкращий анімаційний короткометражний фільм.

## Сюжет
Освальд — дантист, який розважає себе коміксами. Але коли він дізнається, що у Старого Короля проблеми з зубами, він моментально бере з собою всю свою колекцію інструментів і спішить на інший кінець міста, в замок короля, щоб весело і смішно лікувати його недуг!